# 康斯坦蒂
康斯坦蒂，是西班牙加泰罗尼亚塔拉戈纳省的一个市镇。总面积31平方公里，总人口5084人（2001年），人口密度164人/平方公里。

## 外部連結
- 康斯坦蒂市政廳 （页面存档备份，存于）